# Långholmen
Långholmen è un'isola e contemporaneamente un distretto nel centro di Stoccolma, situato tra Södermalm e Kungsholmen.
Come suggerisce il nome (Långholm, una lunga isola cucita), ha una forma oblunga, le dimensioni dell'isola sono circa 1380 m x 405 m. La superficie dell'isola è di 36 ettari. Nel 2008, era abitata da 149 persone. L'isola può essere raggiunta tramite il Pålsundsbron e il Långholmsbron.
Dal 1874 al 1975 sull'isola era presente la più grande prigione svedese e, dopo lo smantellamento, è stato costruito un ostello della gioventù.
L'8 agosto 1993 uno JAS 39 Gripen si è schiantato a Långholmen durante gli spettacoli dell'aviazione ma, nonostante il gran numero di spettatori presenti, nessuno è rimasto gravemente ferito.
Attualmente Långholmen è una famosa area ricreativa con parchi e zone balneari.